# Ян Юзеф Щепанський
Ян ́Юзеф Щеп́анський — (пол. Jan Józef Szczepański, 20 січня 1919, Варшава — †20 лютого 2003, Краків) — польський письменник, репортер, есеїст, перекладач, кіносценарист, мандрівник та скелелаз. Був головою Спілки польських літераторів (1980—1983) і Товариства польських письменників.

## Життя
Ян Юзеф Щепанський був сином Александра Щепанського, консульського діяча. За освітою був орієнталістом.
Брав участь у Вересневій кампанії 1939 р., в 1941 р. вступив до військової організації Союз Ящірок (пол. Związek Jaszczurczy) (з 1942 р. — Збройні сили Польщі), працював у розвідці аж до 1943 р., відколи став солдатом Армії Крайової, в 1944 р. брав участь у партизанському русі. Тому періодові присвятив свою воєнну прозу: повість про вересневе лихо («Польська осінь») і партизанські оповідання («Черевики»). Воєнна тематика знайшла свій відбиток і в сценаріях до фільмів Станіслава Ружевича («Вестерплатте» та «Вільне місто»).
Після війни був пов'язаний з польським католицьким «Загальним тижневиком» (пол. Tygodnik Powszechny) (в 1947—1953 рр. був членом редакції). Після впровадження воєнного стану влада розпустила Спілку польських літераторів; Щепанський був останнім її головою (цей період він задокументував у книзі «Каденція»). Був завзятим скелелазом. У 1955 р. переклав книгу Джона Ханта «Сходження на Еверест» (пол. „Zdobycie Mount Everestu”). Один із засновників опозиційної демократичної організації «Польська незалежна згода». В 1978 р. підписав також декларацію про створення Товариства наукових курсів.
Перекладав на польську мову прозу Конрада і Гріна, «Негритянські казки».
Один із авторів Листа 59 (1975 р.) та листа інтелектуалів на захист братів Ковальчик (травень 1981 р.)
У квітні 1997 р. за книгу «Ще не все» Щепанського було вшановано нагородою Краківська книжка місяця (пол. Krakowska Książka Miesiąca).
У квітні 2001 р. став лауреатом літературної нагороди Польського ПЕН-клубу ім. Яна Парандовського.
Анджей Вернер зараховує Щепанського до окремого напрямку в польській літературі, який «відкидає ідейні, а насамперед доктринні суперечки, об'єднує письменників, скерованих на життя, на реальність без посередницької ролі ідеї, тих, для кого не є першочерговими власні судження, погляди та твердження, тих, хто споглядає життя в його дійсних історичних вимірах, аби відшукати там універсальні людські риси, чи, можливо, відбиток трансцендентності, або ж тугу за ним».

## Творчість

### Публікації
| Переклад назви                                                  | Оригінальна назва                                             | Рік видання |
| --------------------------------------------------------------- | ------------------------------------------------------------- | ----------- |
| Штани Одіссея (повість)                                         | Portki Odysa                                                  | 1954        |
| Польська осінь (повість)                                        | Polska jesień                                                 | 1955        |
| Черевики та інші оповідання                                     | Buty i inne opowiadania                                       | 1956        |
| Поєдинок (повість)                                              | Pojedynek                                                     | 1967        |
| Томбаковий перстень та інші оповідання                          | Tombakowy pierścionek i inne opowiadania                      | 1957        |
| День героя (оповідання)                                         | Dzień bohatera                                                | 1959        |
| Затока білих ведмедів (репортаж)                                | Zatoka białych niedźwiedzi                                    | 1960        |
| Метелик (оповідання)                                            | Motyl                                                         | 1962        |
| До раю й назад (репортажі)                                      | Do raju i z powrotem                                          | 1964        |
| Чорне і біле (репортажі)                                        | Czarne i białe                                                | 1965        |
| Ікар (повість)                                                  | Ikar                                                          | 1966        |
| Острів                                                          | Wyspa                                                         | 1968        |
| Світ багатьох часів. Враження від подорожі до Південної Америки | Świat wielu czasów. Wrażenia z podróży do ameryki południowej | 1969        |
| Кінець вестерну (репортажі)                                     | Koniec westernu                                               | 1971        |
| Оповідання давні й давніші                                      | Opowiadania dawne i dawniejsze                                | 1973        |
| Перед незнаним трибуналом (есеї)                                | Przed nieznanym trybunałem                                    | 1975        |
| Кіпу (повість)                                                  | Kipu                                                          | 1978        |
| Автограф (оповідання і драма)                                   | Autograf                                                      | 1979        |
| Три подорожі (репортажі)                                        | Trzy podróże                                                  | 1981        |
| Три червоні троянди                                             | Trzy czerwone róże                                            | 1982        |
| Наше не наше (репортажі)                                        | Nasze nie nasze                                               | 1984        |
| Каденція                                                        | Kadencja                                                      | 1986        |
| Капітан (повість)                                               | Kapitan                                                       | 1986        |
| Маленька енциклопедія тоталізму                                 | Maleńka encyklopedia totalizmu                                | 1990        |
| Історійки (оповідання)                                          | Historyjki                                                    | 1990        |
| Ще не все (оповідання)                                          | Jeszcze nie wszystko                                          | 2001        |

### Сценарії до фільмів
| Переклад назви                     | Оригінальна назва                 | Рік  |
| ---------------------------------- | --------------------------------- | ---- |
| Вільне місто                       | Wolne miasto                      | 1958 |
| Їдуть гості, їдуть                 | Jadą goście jadą                  | 1962 |
| Вестерплатте                       | Westerplatte                      | 1967 |
| Хубаль                             | Hubal                             | 1973 |
| З далекого краю                    | Z dalekiego kraju                 | 1981 |
| Життя за життя. Максиміліан Кольбе | Życie za życie. Maksymilian Kolbe | 1991 |